# オール・イズ・ロスト 〜最後の手紙〜
『オール・イズ・ロスト 〜最後の手紙〜』（All Is Lost）は、J・C・チャンダー監督・脚本による2013年のアメリカ合衆国のサバイバル映画である。キャストは海難者である「我らの男」を演じるロバート・レッドフォードのみであり、会話箇所もほとんど存在しない。2011年の『マージン・コール』に続いてチャンダーの長編映画2作目である。第66回カンヌ国際映画祭のコンペティション外でプレミア上映された。

## あらすじ
インド洋をヨットで単独航海中の男は水音と衝撃で眠りから覚める。気が付けば、船室に浸水が起こっていた。海上を漂流していた40ft形の赤いドライコンテナの上部角が激突し、ヨットに横穴が開いてしまった。航法装置は故障し、無線もラップトップ(ノートPC)も水浸して使い物にならなかった。
やがて雨雲が迫り、雷鳴がとどろき、暴風雨が襲い掛かる。嵐によってヨットは決定的なダメージを受け、止めようの無い浸水が起こってしまった。しかし男は必死に水をかき出し、何とか沈没を免れた。その後、しばらくの間は衝突したコンテナにヨットをロープで繋ぎ、破損していたコンテナの外壁から積荷のダンボール箱を引っ張り出し、食料等が無いかと必死に探すが、中身はただの運動靴だけだった。その直後に突然壊れたコンテナから大量の運動靴が荷崩れを起こしながら洋上に散乱し、期待の外れた男をさらに精神的に追い込むことになってしまった。
最初の穴は修理したが、ふたたびヨットは嵐に遭遇し大規模な浸水を起こす。最終的にヨットを捨てることを決意した男は、わずかな食糧とサバイバルキットを持って救命ボートに避難する。ボートへの浸水、サメの襲撃に加え、飲み水や食糧は底を突き、危機的な状況は続く。そして運命に見放されようとしたとき、男は初めて自分自身の本当の気持ちと向き合う事になる。そして、一番大切な人に向けて読まれるかどうかもわからない手紙に、気持ちを綴り始める。

## キャスト
- 我らの男 - ロバート・レッドフォード[3]（日本語吹替：市川海老蔵[4]）

## 製作

### 企画
『オール・イズ・ロスト 〜最後の手紙〜』はJ・C・チャンダーが監督・脚本を務めており、2011年の『マージン・コール』に続いて2本目の長編映画となる。チャンダーはロードアイランド州プロビデンスからニューヨーク州の通勤の際にアイデアを思いついた。2011年サンダンス映画祭での『マージン・コール』のプレミアの際にロバート・レッドフォードと会った後にチャンダーは彼にオファーした。2012年2月9日、唯一のキャストメンバーとしてレッドフォードのキャスティングが明らかとなった。さらに唯一の出演者であるレッドフォードは、いくつかの台詞があるものの、会話が存在しないと述べた。このために撮影台本はわずか31ページであった。

### 撮影
主要撮影は2012年半ばにメキシコのロザリト・ビーチのバジャ・スタジオで行われた。バジャ・スタジオは元々は1997年の映画『タイタニック』のために建てられたものである。撮影は水槽を使って2ヶ月行われた。カンヌ国際映画祭での上演後の記者会見の際にレッドフォードは撮影中に耳を怪我したことを明かした。

### 音楽
映画音楽はアレックス・イーバートが作曲した。サウンドトラック盤は2013年10月1日にコミュニティ・ミュージックより発売された。それに先駆けて2013年9月12日にサウンドトラックから楽曲「Amen」がストリーミングで視聴可能となった。

## 公開
2013年5月22日に第66回カンヌ国際映画祭のコンペティション外で上映された。アメリカ合衆国ではライオンズゲート、国際市場ではユニバーサル・ピクチャーズが配給権を獲得した。アメリカ合衆国では2013年10月18日に限定公開が始まった。

## 評価
Rotten Tomatoesでは135件の批評家レビューで支持率は94%、平均点は8/10となっている。Metacriticでは43件のレビューで加重平均値は87/100となっている。
カンヌ国際映画祭での上映後にはレッドフォードはスタンディングオベーションを受けた。『インデペンデント』のジェフリー・マクナップは「すごく説得力ある見もの」と述べた。『ガーディアン』のアンドリュー・パルバーは「レッドフォードの並外れた演技は、一切の助演無しでたやすく画面を保持している」と評した。『バラエティ』のジャスティン・チャンはレッドフォードの演技について「顔をしかめ、にらみ、トラブルに対処し、時折罵声を上げることで観賞者の興味を維持している」と評した。『デイリー・テレグラフ』のロビー・コリンは「映画の範囲は限定されているが、きちんとしたアイデアがとても機敏に実行されたため、『オール・イズ・ロスト』はその範囲内で非常に良質となっている」と評した。
『タイム』は本作におけるロバート・レッドフォードの演技を「2013年に公開された映画の俳優による演技トップ10」の1位とした。
ロバート・レッドフォードの演技はアカデミー主演男優賞に値するものであると評価されたが、選外となった。このことに関してレッドフォードは「気にもしていない」と前置きしたうえで、「どんな理由なのかは分からないが、配給元がノミネートのためのキャンペーンを行わなかった」と語った。